# Lorenzo Vaiani
Lorenzo Vaiani, detto lo Sciorina (1540 c.a – Firenze, 3 luglio 1598), è stato un pittore italiano.

## Biografia

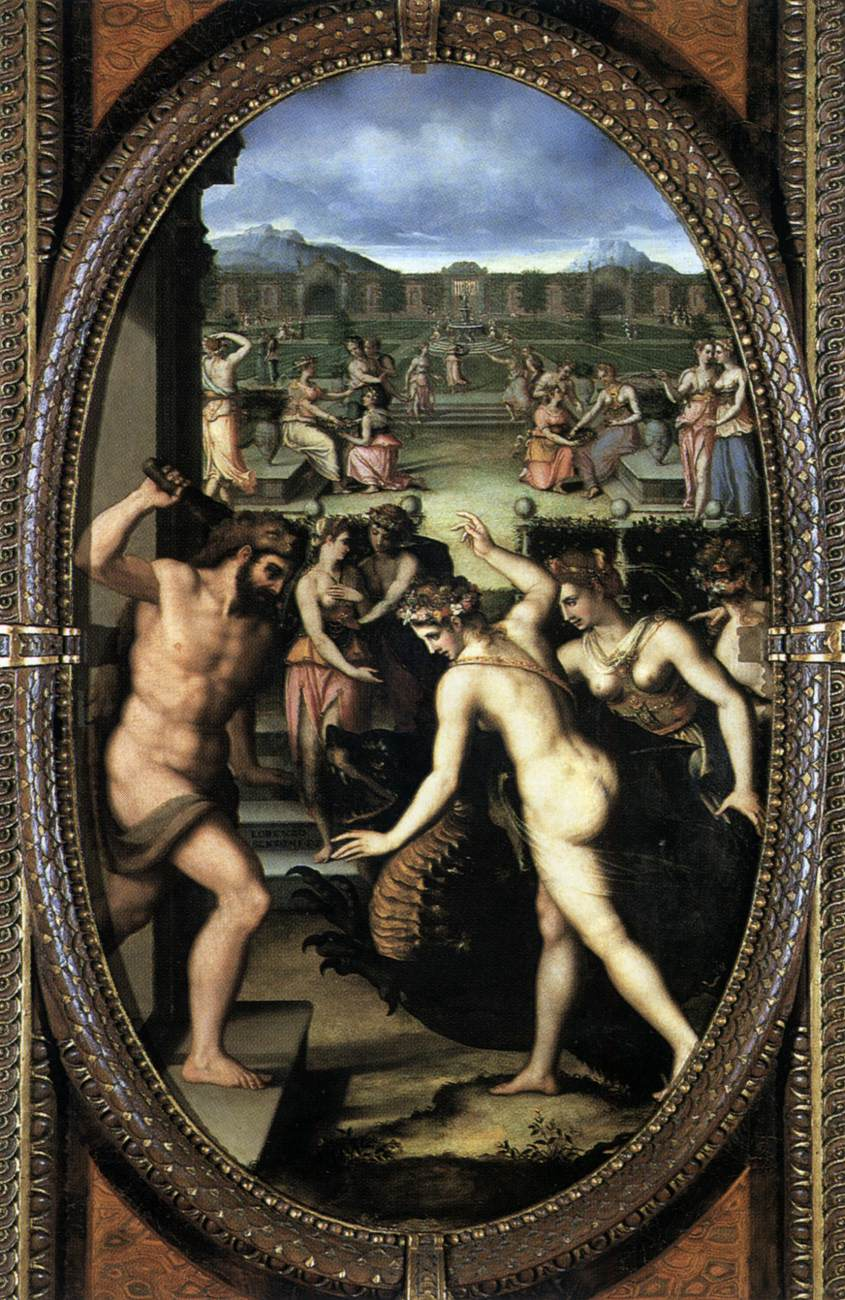
Ercole uccide il drago nel giardino delle Esperidi, Palazzo Vecchio, Firenze.

È rimasto a lungo nell'ombra, in quella schiera di artisti minori, attivi a Firenze nel secondo Cinquecento, che ancora oggi risultano pressoché sconosciuti. Egli apparteneva alla cerchia di pittori definiti manieristi, protagonisti di quella fase della pittura decadente, accademica, basata sulla tradizione dei grandi maestri: Michelangelo, Raffaello e Andrea del Sarto.
Figlio di Filippo, soprannominato Sciorina, Lorenzo Vaiani  apparteneva ad una famiglia nobile. Sin da giovane frequentò la bottega del Bronzino e fu allievo di Alessandro Allori. Nel 1563 entrò a far parte dell'Accademia del Disegno e partecipò a grandi progetti quali Le esequie al divino Michelangelo e alle nozze del principe Francesco dei Medici. Quindi i primi anni dell'attività dello Sciorina sono segnati dagli eventi che caratterizzano la storia artistica fiorentina nella seconda metà del Cinquecento. In questi anni molte furono le personalità artistiche che si affermano e diventano i protagonisti e gli interpreti più significativi della cultura cortigiana: Agnolo Bronzino, Giorgio Vasari e Baccio Bandinelli. Lo Sciorina si forma alla luce di questi artisti, ma all'atmosfera culturale che si respirava nell'atelier di Agnolo Bronzino gli procurò un posto di rilievo sia nel mondo artistico sia nella scena pubblica cittadina, con la partecipazione alle solenne esequie di Michelangelo che fu per lo Sciorina fu un vero biglietto da visita nel mondo dell'arte.
Tra il 1582 ed il 1584 realizza per il chiostro grande di s. Maria Novella  in Firenze tre lunette: S. Domenico libera un'indemoniata ; s. Pietro martire libera Firenze dagli eretici; Il martirio di s. Pietro martire
Per la serie aulica della Galleria degli Uffizi copia nel 1584 il Ritratto di Eleonora di Toledo con il figlio Giovanni, opera del Bronzino e nel 1585 dipinge il Ritratto di Giovanni il Popolano con la moglie Caterina Sforza